# 浄厳院
浄厳院（じょうごんいん）は、滋賀県近江八幡市安土町慈恩寺にある浄土宗の寺院。山号は金勝山。本尊は阿弥陀如来。詳しくは金勝山慈恩寺浄厳院。

## 歴史
現在の浄厳院の地には、正平年間（1346年 - 1370年）近江守護佐々木六角氏の六角氏頼により建立された天台宗寺院の慈恩寺威徳院があったが、慈恩寺はその後兵火により焼失した。
天正5年（1577年）、織田信長は近江国栗太郡金勝山（こんぜさん、現・滋賀県栗東市）の浄土宗の僧・浄厳坊明感を安土に招くと信長は慈恩寺の旧地に一寺を開き、明感を開山として浄土宗寺院・浄厳院を建立した。
信長は浄厳院の本堂、本尊等を他所から移してきた。すなわち、本堂は多賀村（現・近江八幡市）の興隆寺の弥勒堂を移したものであり、本尊阿弥陀如来坐像は愛知郡（えちぐん）から移したものであったという。
しかし阿弥陀如来坐像の台座の真柱に「此尊像者雖為二階堂本尊従信長殿様被下候条天正六年浄厳院」の墨書がある。愛知郡ではなく犬上郡甲良町下之郷にあった二階堂宝蓮院（信長により破壊される）の本尊を信長が分捕っていったと下之郷の地元に伝承されている。阿弥陀如来像は、馬での移送中、何度戻してもいつの間にか元あった二階堂宝蓮院の方へ向きを変えたという。
天正7年（1579年）5月には、信長の命により浄土宗と日蓮宗の僧による仏教論争・安土宗論が当寺で行われた。裁定の結果、宗論は日蓮宗の敗北と決したが、この裁定の背後には信長の強い政治的意思があったといわれている。

## 境内
- 本堂（重要文化財） - 入母屋造本瓦葺き。正面7間、側面6間（「間」は柱間の数を表す）。信長が多賀村（現・近江八幡市）の興隆寺の弥勒堂を移したものである。
- 鐘楼（近江八幡市指定有形文化財）
- 不動堂（近江八幡市指定有形文化財）
- 釈迦堂
- 北門
- 庫裏
- 楼門（重要文化財） - 室町時代後期の建立。元々この地にあった慈恩寺の門をそのまま利用している。

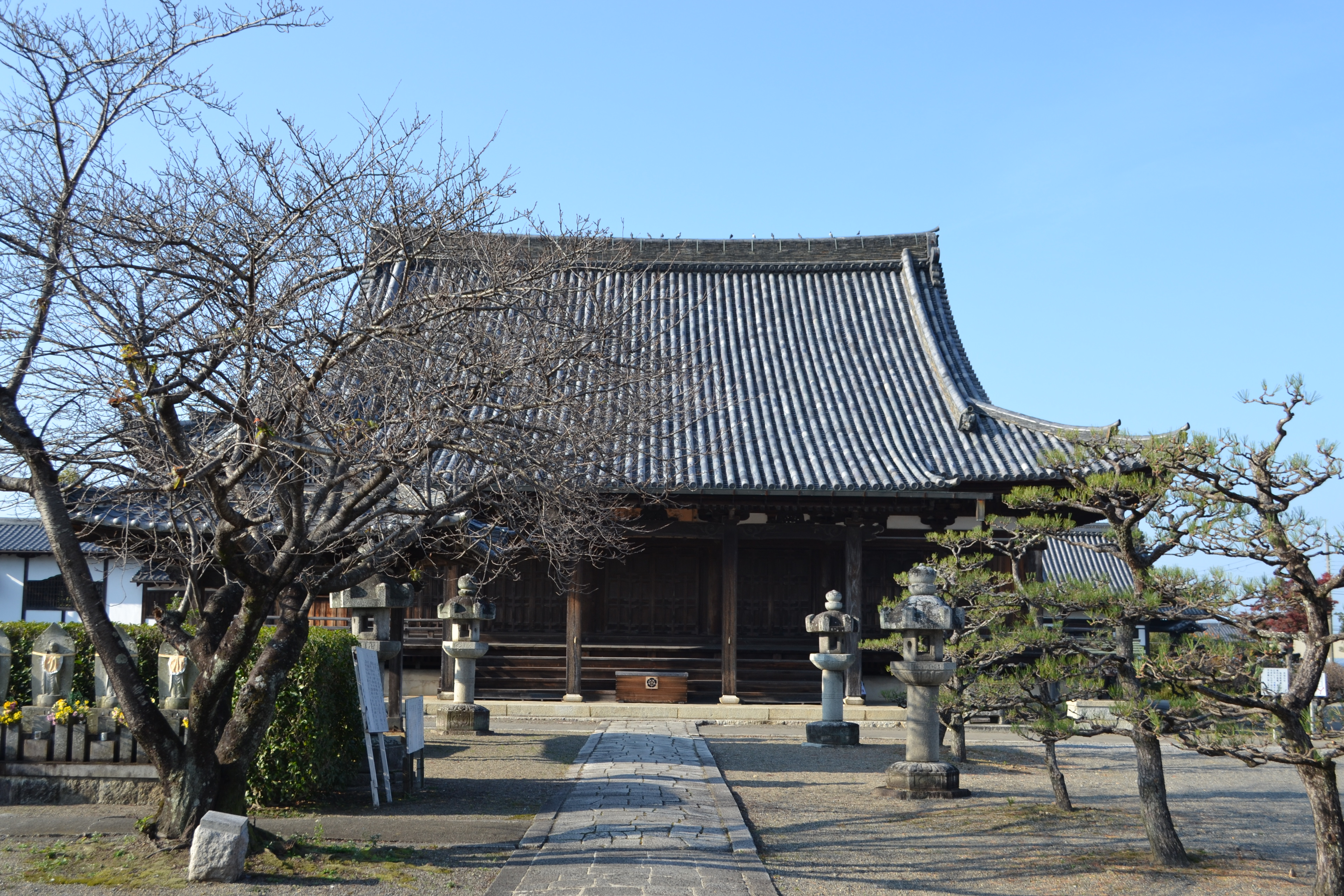
本堂

## 文化財

### 重要文化財
- 本堂
- 楼門
- 木造阿弥陀如来坐像 - 像高273cm。平安時代。
- 厨子入銅製舎利塔
- 厨子入銀造阿弥陀如来立像 - 像高7.8cmの小像。鎌倉時代。銀製の仏像として稀有のものである。
- 絹本著色山王権現像
- 絹本著色阿弥陀聖衆来迎図

### 滋賀県指定有形文化財
- 称讃浄土仏摂受経
- 織田信長朱印状

### 近江八幡市指定有形文化財
- 不動堂
- 鐘楼
- 木造釈迦如来立像
- 絹本著色観無量寿経変相図
- 宝篋印塔

## 交通アクセス
- JR東海道本線（琵琶湖線）安土駅より徒歩10分。
- 同駅または近江八幡駅（JR東海道本線(琵琶湖線)・近江鉄道八日市線(万葉あかね線)）からあかこんバスで浄厳院停留所下車。